# Perdita tularensis
Perdita tularensis är en biart som beskrevs av Timberlake 1956. Perdita tularensis ingår i släktet Perdita och familjen grävbin. Inga underarter finns listade i Catalogue of Life.